# 艾勒里·昆恩
艾勒里·奎因，又譯作艾勒里·奎恩、埃勒里·奎恩，是同名推理小說系列中的偵探，同時也是該系列推理小說的作者之筆名。
作者艾勒里·昆恩是一對來自美國紐約布魯克林的表兄弟：佛德列克·丹奈（Frederic Dannay, 1905-1982）與曼佛雷德·李（Manfred Bennington Lee, 1905-1971）。而他們的本名其實分別是丹尼爾·內森（Daniel Nathan）和曼福德·勒波夫斯基（Manford Lepofski），他們在年輕時自行改了名字，並同時於布魯克林高中求學。丹奈與李為了參加《麥克魯雜誌》與利普平科特出版社（Lippincott）合辦的推理徵文比賽；由於比賽規定報名者必須以筆名參賽，他們就想出艾勒里·昆恩此一筆名，並以此作為小說中偵探的名字。
身為一個成功的系列推理小說作家，艾勒里·昆恩不只是一個筆名，他已經成為推理小說中的英雄。艾勒里·昆恩的作品涵跨了電影、廣播節目、電視節目。作者之一的丹奈甚至創辦並擔任《艾勒里·昆恩推理雜誌》的主編，這部雜誌被認為過去65年來，最具影響力的英語系推理小說雜誌。作者也是卓越的推理小說歷史學者，並曾編輯過數本短篇故事選集，如《福爾摩斯的惡運》。他們在《現代圖書館叢書》裡994頁的選集裡所作的《101年的娛樂，優秀的推理故事，1841-1941》，被認為是一項重要的里程碑，許多年來被不斷重複印製。這對表兄弟對推理小說的貢獻也藉由他們共有的筆名，在1961年得到美國推理小說作家協會頒發的大師奬殊榮。

## 推理小說中的艾勒里·昆恩
艾勒里·昆恩是丹奈與李筆下的名偵探，也是兩人共用的筆名，而其靈感來自范·達因筆下的菲洛·凡斯。當他們獲知其作品《羅馬帽子的祕密》已經內定勝出後，他們便開始慶祝並準備成為正職的推理小說作家；然而，《麥克魯雜誌》卻突然宣佈倒閉，並將大獎頒給別人。所幸，利普平科特出版社仍然同意出版他們的小說，於是艾勒里·昆恩就在1929年蹣跚登場。之後，艾勒里·昆恩開始以冷靜、知性的貴族姿態出現在「國名系列」中，將離奇的謎案逐一破解，並展開一系列精采的探案故事。
在早期的作品裡，昆恩給人一種自負、狂妄的感覺，為了尋求刺激，他自己一個人研究並且獨立探案。他的個性源自他的去世的母親（一位紐約富翁的千金，嫁給其父昆恩巡官）。在菲洛·凡斯系列作品大行其道時，昆恩從他初次登場就一直保持狂妄的德性，並持續到第九、十部的作品。從1940年的《災難之城》開始，昆恩卻突然失去了這種狂妄的個性，並且變得更有人情味，容易受到旁人的影響而產生情緒，甚至企圖放棄探案。最終在晚期的作品裡，昆恩已經幾乎變成一個匿名、沒有特徵的登場角色，而只是為了解決事件而解決事件。

## 故事風格
艾勒里·昆恩的小說是典型的「公平的推理小說」（本格的推理小說）。偵探所能擁有的線索都被呈現給讀者，讓讀者們可以公平的與大偵探昆恩鬥智。推理小說作家約翰·狄克森·卡爾把這稱作『世上最讚的遊戲』，因為在昆恩之前的作品，總是將線索弄得過於複雜。在《希臘棺材的秘密》裡，有着謎團多種解答的建議，這種方式在後來的作品中也有出現，在《Double, Double》與《十日驚奇》中的表現則尤為顯著。艾勒里·昆恩的解答錯誤後再找出真相的辦案手法也成為他的特徵。其他的寫作風格，在早期的作品如：《荷蘭鞋子的秘密》、《法蘭西白粉的秘密》尤其是《特倫頓小屋》，昆恩所創造的兇手都有著男性、吸煙......之類的屬性。然後昆恩將從符合條件的疑犯名單裡，選出犯人的名字，那通常是最不可能行兇的人。
在那個時代，這對堂兄弟用巴納比·羅斯（Barnaby Ross）這個筆名建立了另一位偵探——哲瑞·雷恩，一位聽力受損並退休的知名莎士比亞劇演員；並以雷恩為主角，寫下四篇故事。這些故事也在稍後用艾勒里．昆恩的名義重新出版。在1930年代，表兄弟兩人分別扮演"艾勒里．昆恩"與"巴納比·羅斯"以維護他們共用的筆名。
在1938年，當昆恩搬到好萊塢著手寫劇本時，昆恩筆下的角色與其作品都有了變化。羅曼史開始被描述，心理層面的刻劃也更加劇；但是，給讀者的推理挑戰書卻也隨之消失。小說中可以看到主角迷惑與內省的場面。《十日驚奇》的故事設定在新英格蘭的小鎮——賴茨維爾（Wrightsville）（常見於1940年代的昆恩小說作品），顯示出昆恩小說裡，有限制的探案模式。而到了1950、1960年代，昆恩的作品更做出許多實驗性的工作，其後期的作品《然後在第八天》更極端的奉行這個模式。
在後期的幾部作品裡，昆恩起用的代筆作家，更精確地說，故事的細節由作者之一的曼佛雷德·李來設定，而故事則由西奧多·斯泰奇恩與阿弗蘭姆·戴維森撰寫。在這對表兄弟結束職業生涯前，他們仍然不斷寫作，這些作品主要都是平裝本，並由不同的作家以艾勒里·昆恩的名義執筆，然而一貫的主角艾勒里·昆恩卻沒有出場。出場的主角則有：州長的問題排除者—─邁克·麥考爾（Mike McCall），提姆·科利根（Tim Corrigan）。著名的科幻小說作家傑克·凡斯也為昆恩寫了三部平裝本，其中包括了《密室謎團》（locked room mystery）與《死亡房間》（A Room to Die In）。

## 廣播節目
在1939年到1949年間，美國全部三個收音機網絡都在播放廣播節目《艾勒里·昆恩冒險記》。到了1970年代，在各地播放的湊時廣播《艾勒里·昆恩的一分鐘推理》每次播放開始都有這麼一段宣言：『我是艾勒里·昆恩......』，接著在一分鐘內敘述一個謎團。然後，電台慫恿聽眾去破解這個謎團，最先破解這個謎團的人將得到一筆獎金。

## 電視節目
以著有《查令十字路84号》而知名的作家海伦·汉芙是電視節目版的《艾勒里·昆恩冒險記》的编剧之一。这部电视剧自1950年10月14日起在杜蒙特（DuMont）電視網首播，但中途換到美國廣播公司（ABC）播出。在播映的初期，昆恩一角由理查·哈特（Richard Hart）演出，而在該演員去世後，改由利伊·鮑曼接演。在1954年，這部作品回到杜蒙特播映，並改由雨果·馬羅主演。喬治·納德爾則在《艾勒里·昆恩繼續冒險記》（1958-59）裡扮演昆恩，但在最後一個事件裡，被換成由利伊·菲利普斯擔當演出。
彼得·羅福特出演了1971年的電視电影《艾勒里·昆恩：別看背後》。老牌演員哈利·摩爾根則扮演昆恩的老爸昆恩督察；不過，在這個節目裡，艾勒里·昆恩卻叫昆恩督察「叔叔」。
1975至1976年全国广播公司（NBC）播放的電視連續劇《艾勒里·昆恩》由曾负责《神探可伦坡》的威廉·林克 和理查·莱文逊 负责编写，并模仿昆恩的早期风格。昆恩由吉姆·赫頓出演，並由大衛·韋恩飾演其父，上演1940年代紐約的探案故事。Tom Reese演出昆恩督察的助手，是系列影集的固定班底（這個角色曾經在小說、廣播與電視節目中出現，但在此影集出現前未被安排成主要的配角）。影集的最後，總是會有「向讀者挑戰」的宣言,大偵探昆恩走進事件現場，並邀請觀眾親自去破解謎團。許多媒體都認為這個系列的作品是艾勒里昆恩為電視節目帶來的最佳產物。2位編劇後來更是因《神探可倫坡和艾勒里昆恩電視劇》（Columbo and Ellery Queen TV series）的贡献獲得1979年愛倫坡特別獎。

## 電影
- 《西班牙岬角的秘密》（1935）—— 唐納德·柯克飾艾勒里·昆恩，蓋伊·阿薩（Guy Usher）飾昆恩巡官（演出作品《西班牙岬角的秘密》）
- 《橘子秘密》（The Mandarin Mystery）（1936）—— 艾迪·昆伊倫飾艾勒里·昆恩，韋德·保特勒（Wade Boteler）飾昆恩巡官（改編自《中國橘子的秘密》）
- 《大偵探艾勒里·昆恩》（Ellery Queen, Master Detective）（1940）—— 拉爾夫·貝拉米飾艾勒里·昆恩，瑪格麗特·林賽伊飾妮基·波特，查理·格普温飾昆恩巡官
- 《艾勒里·昆恩的屋簷之謎》（Ellery Queen's Penthouse Mystery）（1941）—— 拉爾夫·貝拉米飾艾勒里·昆恩，瑪格麗特·林賽伊飾妮基·波特，查理·格普温飾昆恩巡官
- 《艾勒里·昆恩與謀殺擂台》（Ellery Queen and the Murder Ring）（1941）—— 拉爾夫·貝拉米飾艾勒里·昆恩，瑪格麗特·林賽伊飾妮基·波特，查理·格普温飾昆恩巡官
- 《艾勒里·昆恩與完美犯罪》（Ellery Queen and the Perfect Crime）（1941）—— 拉爾夫·貝拉米飾艾勒里·昆恩，瑪格麗特·林賽伊飾妮基·波特，查理·格普温飾昆恩巡官
- 《敵方密探遇上艾勒里·昆恩》（Enemy Agents Meet Ellery Queen） （1942）—— 拉爾夫·貝拉米飾艾勒里·昆恩，瑪格麗特·林賽伊飾妮基·波特，查理·格普温飾昆恩巡官
- 《艾勒里·昆恩千鈞一髮》（A Close Call for Ellery Queen） （1942）—— 威廉·加爾根飾艾勒里·昆恩，瑪格麗特·林賽伊飾妮基·波特，查理·格普温飾昆恩巡官
- 《給艾勒里·昆恩的拼命機會》 （A Desperate Chance for Ellery Queen）（1942）—— 威廉·加爾根飾艾勒里·昆恩, 瑪格麗特·林賽伊飾妮基·波特，查理·格普温飾昆恩巡官
- 《La Décade prodigieuse》（1971）（英譯《Ten Days' Wonder》）（十日奇蹟）─— 克洛德·查布洛爾執導，巨星安東尼·帕金斯與奧爾遜·威爾斯演出（以《十日驚奇》為藍本，但劇中沒有登場任何偵探）
- 《配達されない三通の手紙》（1979）（英譯《The three undelivered letters》，中譯《信札疑雲》）─— 由日本導演野村芳太郎執導（以《災難之城》為藍本，但沒有任何偵探登場）

其中，妮基·波特（Nikki Porter）一角原本只登場於電影版的故事，而沒有登場在任何長、短篇小說；直到《There Was An Old Woman》（1943）中的一個角色（昆恩的調情對象）主動改名為妮基·波特，並擔任昆恩的祕書，妮基·波特出現在之後的小說與作品裡。有人推測此舉是為了將1940年到1942的電影間，兩人的愛情原素放到小說之中。

## 著作

### 小說
- 《羅馬帽子的祕密》—— The Roman Hat Mystery（1929）
- 《法蘭西白粉的秘密》—— The French Powder Mystery（1930）
- 《荷蘭鞋子的秘密》—— The Dutch Shoe Mystery（1931）
- 《希臘棺材的秘密》——The Greek Coffin Mystery（1932）
- 《埃及十字架的秘密》——The Egyptian Cross Mystery（1932）
- 《美國槍的秘密》—— The American Gun Mystery（1933）
- 《暹羅連體人的秘密》—— The Siamese Twin Mystery（1933）
- 《中國橘子的秘密》（中國橙的秘密）—— The Chinese Orange Mystery（1934）
- 《西班牙岬角的秘密》—— The Spanish Cape Mystery（1935）
- 《上帝之燈》——The Lamp of God（1935）†
- 《特倫頓小屋》——Halfway House（1936）
- 《生死之門》——The Door Between（1937）
- 《壞買賣》——The Devil to Pay（1938）††
- 《紅心四點》—— The Four of Hearts（1938）
- 《龍牙》—— The Dragon's Teeth（1939）
- 《災難之城》（多災小鎮）——Calamity Town（1942）
- 《從前有個老女人》—— There Was an Old Woman（1943）
- 《兇手是狐》──The Murderer Is a Fox（1945）
- 《十日驚奇》—— Ten Days' Wonder（1948）
- 《多尾貓》（九尾怪貓 / 九尾貓）——Cat of Many Tails（1949）
- 《雙面萊維爾》——Double, Double（1950）
- 《惡之源》—— The Origin of Evil（1951）
- 《國王死了》—— The King Is Dead（1952）
- 《紅信》——The Scarlet Letters（1953）
- 《玻璃村莊》—— The Glass Village（1954, 昆恩未登場）
- 《昆恩巡官個人事件簿》——Inspector Queen's Own Case（1956, 僅昆恩巡官登場）††
- 《那最後一擊》——The Finishing Stroke（1958）††
- 《另一邊的玩家》——The Player on The Other Side（1963, 由西奧多·斯泰奇恩代筆）
- 《然後在第八天》——And on The Eighth Day（1964, 由阿弗蘭姆·戴維森代筆）
- 《三角形的四個邊》——The Fourth Side of The Triangle（1965, 由阿弗蘭姆·戴維森代筆）††
- 《恐懼的研究》——A Study In Terror（1966, 將一部有夏洛克．福爾摩斯與開膛手傑克的電影小說化，並讓艾勒里·昆恩登場。福爾摩斯的部份由保羅·W·菲爾曼所撰，並由丹奈與李參與）
- 《臉對臉》——Face to Face（1967）
- 《黃銅之家》——The House of Brass（1968, 由阿弗蘭姆·戴維森代筆）††
- 《逃避》——Cop Out（1969, 昆恩未登場）††
- 《他最後的女人》——The Last Woman in His Life（1970）
- 《完美私密地》——A Fine and Private Place（1971）††

† 《上帝之燈》是一部介乎於中篇小說及短篇小說間的小說，原出版於1935年的《偵探故事》雜誌中，最早被收錄於《艾勒里·昆恩的新冒險》（見下文），而於1951年則由戴爾出版公司在十美仙版以第23期（64頁）的名義分開出版。
†† 尚無中譯本

### 其他寫艾勒里·昆恩小說的作者及其特徵
1961年之後的作品，大多由代筆作家撰寫，而所有的代筆作家都被列為合著。所有的作品都由李主編，唯一的例外是《色情電影謀殺案》（The Blue Movie Murders），該作是由丹奈所主編，而丹奈也在該作之後去世。除非特別說明，否則這些作品不會有大偵探昆恩登場探案。
- 《倖存者俱樂部》（The Last Man Club）——（1940） 廣播節目作品小說化之作。
- 《大偵探艾勒里·昆恩》 （Ellery Queen, Master Detective，又名《The Vanishing Corpse》）——1941，1968年電影作品小說化之作。
- 《屋簷謎案》（The Penthouse Mystery）——1941，將電影《艾勒里·昆恩的屋簷之謎》小說化。
- 《富翁謀殺案》（The Murdered Millionaire）——1942，改編自廣播節目。
- 《完美犯罪》（The Perfect Crime）——1942，將電影《艾勒里·昆恩與完美犯罪》小說化。
- 《死者的冒險》（Dead Man's Tale）——1961，由史提芬·馬羅所撰。
- 《旋轉唱片的死亡》（Death Spins The Platter）——1962，由理查德·德明格（Richard Deming）所撰。
- 《死亡選項》（Wife Or Death）——1963，由理查德·德明格所撰。
- 《直接殺害》（Kill As Directed）——1963
- 《往事與謀殺》（Murder With A Past）——1963，特爾馬奇·波威爾（Talmage Powell）所撰。
- 《四約翰》（The Four Johns）——1964，約翰·荷布洛克·凡斯（John Holbrook Vance）所撰。
- 《冷暖》（Blow Hot, Blow Cold）——1964
- 《終分》（The Last Score）——1964
- 《金鵝》（The Golden Goose）——1964
- 《死亡房間》（A Room To Die In）——1965，約翰·荷布洛克·凡斯所撰。
- 《殺手火炬》（The Killer Touch）——1965
- 《小心陌生人》（Beware the Young Stranger）——1965，特爾馬奇·波威爾所撰。
- 《黃銅地》（The Copper Frame）——1965，理查德·德明格所撰。
- 《殺之景》（Shoot the Scene）——1966，理查德·德明格所撰。
- 《怒男理論》（The Madman Theory）——1966，約翰·荷布洛克·凡斯所撰。
- 《敗者與哭者》（Losers, Weepers）——1966，理查德·德明格所撰。
- 《貝安卡之所在》（Where Is Bianca?）——1966，提姆·科利根系列小說，由特爾馬奇·波威爾所撰。
- 《致命》（Why So Dead?）——1966，提姆·科利根系列小說，由理查德·德明格所撰。
- 《邪惡廚師》（The Devil's Cook）——1966
- 《死法》（Which Way To Die?）——1967，提姆·科利根系列小說，由理查德·德明格所撰。
- 《諜對諜》（Who Spies, Who Kills?）——1967，提姆·科利根系列小說，由特爾馬奇·波威爾所撰。
- 《誰成殺手》（How Goes The Murder?）——1967，提姆·科利根系列小說，由理查德·德明格所撰。
- 《誰來殺手》（Guess Who's Coming To Kill You?）——1968
- 《黑暗之處》（What's In The Dark?）——1968，提姆·科利根系列小說，由理查德·德明格所撰。
- 《殺之吻》（Kiss And Kill）——1969
- 《校園謀殺案》（The Campus Murders）——1969，邁克·麥考爾系列小說。
- 《黑心殺機》（The Black Hearts Murder）——1970，邁克·麥考爾系列小說，由理查德·德明格所撰。
- 《色情電影謀殺案》──（The Blue Movie Murders）——1972，邁克·麥考爾系列小說，由愛德華·霍克（Edward Hoch）所撰。

### 少年艾勒里·昆恩系列小說
（由代筆作家弗蘭克·貝爾克納普·朗格（Frank Belknap Long）, 賽繆爾·杜夫·麥克科伊（Samuel Duff McCoy）及小詹姆斯·克拉克·卡利斯爾（James Clark Carlisle, Jr.）執筆）
- 《黑色犬之謎》（The Black Dog Mystery）——1941 賽繆爾·杜夫·麥克科伊執筆
- 《黃金鷹之謎》（The Golden Eagle Mystery）——1942
- 《綠海龜之謎》（The Green Turtle Mystery）——1944
- 《紅栗鼠之謎》（The Red Chipmunk Mystery）——1946 賽繆爾·杜夫·麥克科伊執筆
- 《棕狐狸之謎》（The Brown Fox Mystery）——1948 賽繆爾·杜夫·麥克科伊執筆
- 《大白象之謎》（The White Elephant Mystery）——1950 賽繆爾·杜夫·麥克科伊執筆
- 《黃色貓之謎》（The Yellow Cat Mystery）——1952 賽繆爾·杜夫·麥克科伊執筆
- 《藍鯡魚之謎》（The Blue Herring Mystery）——1954 賽繆爾·杜夫·麥克科伊執筆
- 《樂巫師疑雲》（The Mystery of the Merry Magician）——1954
- 《不見屍疑雲》（The Mystery of the Vanished Victim）——1954
- 《紫紅鳥之謎》（The Purple Bird Mystery）——1966

### 文集
- 《昆恩探案系列》（The Adventures of Ellery Queen）——1934
- 《昆恩再次出擊》（The New Adventures of Ellery Queen）——1940，包含了《上帝之燈》（The Lamp of God）
- 《艾勒里·昆恩之事件簿》（The Case Book of Ellery Queen） 1945
- 《犯罪日曆》（Calendar of Crime）——1952
- 《QBI：昆恩犯罪研究室》（QBI - Queen's Bureau of Investigation）——1955
- 《昆恩大全》（Queens Full）——1966
- 《QED：昆恩偵察實驗室》（QED - Queen's Experiments In Detection）——1968
- 《艾勒里·昆恩精華》（The Best Of Ellery Queen）——1985 （收錄先前未收錄到的故事）
- 《錯誤的悲劇》（The Tragedy Of Errors）——1999 （收錄丹奈未出版的故事）
- 《謀殺劇、廣播節目大集》（The Adventure of the Murdered Moths and Other Radio Mysteries）—— 2005

事實上還有更多的文集，如《艾勒里·昆恩冒險記續》 （1940），內容係重製了更早之前的文集.

### 以巴納比·羅斯名義出版之作
- 《X的悲劇》——Tragedy Of X（1932）
- 《Y的悲劇》——Tragedy Of Y（1932）
- 《Z的悲劇》——Tragedy Of Z（1933）
- 《哲瑞．雷恩的最後探案》——Drury Lane's Last Case（1933）

### 其他作家以巴納比·羅斯代筆的作品
（皆由Don Tracy代筆）
- 《Quintin Chivas》——1961
- 《The Scrolls of Lysis》——1962
- 《The Duke of Chaos》——1962
- 《The Cree from Minataree》——1964
- 《Strange Kinship》——1965
- 《The Passionate Queen》——1966

### 文選
- 《The Ellery Queen Omnibus》——1934
- 《The Ellery Queen Omnibus》——1936
- 《Ellery Queen's Big Book》——1938
- 《Ellery Queen's Adventure Omnibus》——1941
- 《Ellery Queen's Mystery Parade》——1944
- 《The Case Book of Ellery Queen》——1949
- 《The Wrightsville Murders》——1956
- 《The Hollywood Murders》——1957
- 《The New York Murders》——1958
- 《The XYZ Murders》——1961
- 《The Bizarre Murders》——1962

### 評論
- 《The Detective Short Story: A Bibliography》——1942
- 《Queen's Quorum: A History of the Detective——Crime Short Story As Revealed by the 100 Most Important Books Published in this Field Since 1845》——1951
- 《In the Queen's Parlor, and Other Leaves from the Editor's Notebook》——1957

### 雜誌
- 《懸案傳奇》（Mystery League）——1933
- 《艾勒里·昆恩懸疑雜誌》（Ellery Queen's Mystery Magazine）——1941年以前